# Microcyba calida
Microcyba calida là một loài nhện trong họ Linyphiidae.
Loài này thuộc chi Microcyba. Microcyba calida được Rudy Jocqué miêu tả năm 1983.